# Bãi cạn Truro
Bãi cạn Truro (tiếng Anh: Truro Shoal; tiếng Trung: 宪法暗沙; bính âm: Xiànfǎ ànshā; Hán-Việt: Hiến Pháp ám sa) là một bãi san hô ngầm thuộc Biển Đông. Thuyền trưởng tàu Truro, Thomas Joseph Duggan, đã đặt tên cho bãi cạn này vào sáng ngày 30 tháng 9 năm 1857 trên hải trình từ Singapore đến Hồng Kông.
Đài Loan và Trung Quốc đều tuyên bố chủ quyền đối với bãi cạn Truro và xem thực thể địa lý này là một phần của "quần đảo Trung Sa". Philippines cho rằng bãi này thuộc vùng đặc quyền kinh tế của mình.
Bãi cạn Truro nằm riêng biệt ở phía tây bắc của bãi cạn Scarborough và cách bãi cạn Pygmy (tiếng Anh: Pygmy Shoal) thuộc bãi Macclesfield khoảng 110 hải lý (204 km) về phía đông. Bãi này sâu 18,2 m.